# Kethahalli, Tirumakudal Narsipur
Kethahalli là một làng thuộc tehsil Tirumakudal Narsipur, huyện Mysore, bang Karnataka, Ấn Độ.